# دیوید اپلگیت
دیوید ال. اپلگیت (به انگلیسی: David Applegate) دانشمند رایانه آمریکایی است که به دلیل تحقیقاتش در مورد مشکل فروشنده دوره‌گرد شناخته شده است.

## تحصیلات
اپلگیت در سال ۱۹۸۴ از دانشگاه دیتون فارغ‌التحصیل شد، و دکترای خود را در سال ۱۹۹۱ از دانشگاه کارنگی ملون با پایان‌نامه‌ای در مورد تقریب حجم محدب به تحت نظارت راویندران کانان به پایان رساند.

## حرفه
اپلگیت قبل از پیوستن به گوگل در شهر نیویورک در سال ۲۰۱۶ در دانشکده دانشگاه رایس و آزمایشگاه AT&T کار می‌کرد. کار او بر روی حل‌کننده TSP کنکورد، که در مقاله‌ای در سال ۱۹۹۸ شرح داده شد، برنده جایزه جایزه بیل-اورچارد-هایس از انجمن بهینه‌سازی ریاضی شد و کتاب او مشکل فروشنده دوره‌گرد با همین نویسندگان برنده جایزه فردریک دبلیو. لانچستر در سال ۲۰۰۷ شد. او و ادیت کوهن به دلیل تنظیم یک مقاله تحقیقاتی در سال ۲۰۰۶ در مسیریابی شبکه قویِ برنده جایزه ویلیام آر. بنت مؤسسه مهندسان برق و الکترونیک شدند. در سال ۲۰۱۳ یکی دیگر از مقالات او، در مورد حساب بدون رقم نقلی، برنده جایزه جورج پولیا در سال ۲۰۱۳ شد.